# Pět mrtvých psů
Pět mrtvých psů je česká třídílná televizní minisérie, která vznikla podle námětu Michala Sýkory pro Českou televizi, jež jí odvysílala v premiéře v dubnu 2016 na kanále ČT1. Jde o volné pokračování krimisérií z cyklu Detektivové od Nejsvětější Trojice Případ pro exorcistu (2015) a Modré stíny (2016), jejímž hlavními hrdiny je tým olomouckých kriminalistů vedený majorkou Marií Výrovou (Klára Melíšková). Režisérem série je Jan Hřebejk. Současně vznikla i románová verze příběhu, která však byla vydána až v roce 2018.

## Synopse
Zápletkou krimisérie je krádež medvědů ze zoologické zahrady a smrt vrátného, ke které přitom došlo. Tým olomouckých kriminalistů – Marie Výrová (Klára Melíšková), Pavel Mráz (Stanislav Majer) a další případ řeší. Jejich degradovaná kolegyně, Kristýna Horová (Tereza Voříšková), současně vyšetřuje případ pěti mrtvých psů. Jak spolu tyto případy souvisejí?

## Obsazení

### Hlavní postavy
- Klára Melíšková jako Marie Výrová
- Stanislav Majer jako Pavel Mráz
- Miroslav Krobot jako Viktor Vitouš
- Tereza Voříšková jako Kristýna Horová

### Dále hrají
- Tomáš Dastlík
- Andrei Toader
- Miroslav Chýle
- Jiří Štrébl
- Pavel Šimčík
- Martin Havelka
- Martin Finger
- Igor Bareš
- Petr Motloch
- Lukáš Melnik
- Martin Myšička

a další

## Přehled dílů
| Pořadí | Název     | Režie       | Scénář          | Datum premiéry | Sledovanost (v milionech) |
| ------ | --------- | ----------- | --------------- | -------------- | ------------------------- |
| 1      | Díl první | Jan Hřebejk | Petr Jarchovský | 10. dubna 2016 | 1,127                     |
| 2      | Díl druhý | Jan Hřebejk | Petr Jarchovský | 17. dubna 2016 | 1,048                     |
| 3      | Díl třetí | Jan Hřebejk | Petr Jarchovský | 24. dubna 2016 | 0,986                     |

## Recenze
- Mirka Spáčilová, iDNES.cz